# Kaira erwini
Kaira erwini là một loài nhện trong họ Araneidae.
Loài này thuộc chi Kaira. Kaira erwini được Herbert Walter Levi miêu tả năm 1993.